# 曾自鳴
曾自鳴（英語：Tsang Tsz-ming），成長於香港，前香港油尖旺區議會大角咀南選區議員。

## 簡歷
2019年區議會選舉，民主黨首次派出曾自鳴出戰大角咀南選區，即以500多票之差擊敗爭取第四度連任的蔡少峰，成功當選，結束蔡氏的12年區議員生涯，成功為泛民主派收復自2008年失落於建制派的議席。
| 政党   | 政党   | 候选人    | 票数  | %  | ±      |
| ------ | ------ | --------- | ----- | -- | ------ |
|        | 民建聯 | ①. 蔡少峰 | 2,068 | 44 | -12.14 |
|        | 民主黨 | ②. 曾自鳴 | 2,632 | 56 | 不適用 |
| 多数票 | 多数票 | 多数票    | 564   | 12 | 不適用 |